# Alex Teixeira
Alex Teixeira Santos (Duque de Caxias, 6 de janeiro de 1990) é um futebolista brasileiro que atua como meio-campista e atacante. Atualmente, defende o Vasco da Gama.

## Carreira

### Vasco da Gama
Alex iniciou sua carreira nas categorias de base do Vasco da Gama em 1999. Chamou a atenção por ter sido considerado "revelação mundial" pela FIFA em 2008, além de já ter atraído a atenção de alguns clubes europeus.
Alex Teixeira chegou em São Januário em 1999, tendo apenas 10 anos, sendo integrado ao Pré-Mirim. Foi descoberto quando jogava pelo Duque de Caxias num amistoso contra o Vasco. Começou a jogar nas categorias de base da Seleção Brasileiras ao 14 anos, no Sub-15, e rapidamente chamou a atenção. No início de 2006 recebeu uma proposta do Manchester United, recusada pelo Vasco. Em 2007 veio outra proposta do futebol inglês, dessa vez do Chelsea, que ofereceu 4 milhões de euros por 50% dos direitos federativos do jogador. Também integrou a seleção Sub-17, disputando os Jogos Pan-Americanos de 2007, o Sul-Americano Sub-17 e o Mundial Sub-17.
No início da temporada de 2008, o jogador foi promovido à equipe profissional do Vasco da Gama, sendo considerado a maior revelação do clube desde Morais. A sua estréia no time profissional foi no dia 10 de Janeiro, na derrota por 2 a 1 para o Hamburgo, da Alemanha, no Torneio de Dubai, nos Emirados Árabes. A boa atuação no torneio, principalmente no segundo jogo, onde fez a jogada que resultou no gol vascaíno, fez com que o jovem meia ganhasse uma vaga na estreia do Vasco no Campeonato Carioca.
O desempenho nas categorias de base da seleção mais o início no Vasco fizeram ainda com que o jogador fosse considerado um dos candidatos a 'revelação mundial' pela FIFA em 2008.
Durante a disputa do Torneio de Dubai, o então presidente do clube, Eurico Miranda, anunciou um contrato de cinco anos com o jogador, revelando uma multa rescisória de 100 milhões de reais.
No ano em que o jogador foi promovido ao profissional, foi justamente o ano em que o Vasco caiu para a segunda divisão do futebol brasileiro pela primeira vez, porém mesmo assim ele resolveu ficar mesmo tendo propostas de times do Brasil e do exterior como o Internacional de Porto Alegre e o Benfica de Portugal. Em 2009 começou muito bem o ano e durante a Série B foi um dos destaques da equipe, ajudando o clube a retornar a primeira divisão do futebol brasileiro, fez também o gol do titulo brasileiro da Série B, seu único titulo conquistado pelo Vasco.

### Shakhtar Donetsk
Na janela de transferências de janeiro de 2010, Alex Teixeira foi transferido para o Shakhtar Donetsk. O jogador foi negociado por 6 milhões de euros. Se adaptou ao futebol Ucraniano rapidamente.[carece de fontes?]
Foi o artilheiro da Liga da Ucrânia por duas temporadas consecutivas, em 2014–15 e 2015–16, com 17 e 22 gols, respectivamente.
Seu desempenho despertou interesse de grandes clubes europeus. Após o Shakhtar recusar propostas do Chelsea e do Liverpool, Alex Teixeira acertou sua transferência para o Jiangsu Suning. Fez seu último jogo pelo clube no dia 8 de dezembro de 2015, contra o Paris Saint-Germain, em partida válida pela Liga dos Campeões da UEFA.

### Jiangsu Suning
No dia 5 de fevereiro de 2016 foi anunciado oficialmente a venda do jogador para o Jiangsu Suning, da China. Sua contratação foi a maior da história do emergente mercado chinês, na época. O clube asiático pagou 50 milhões de euros para o Shaktar. Entre 2016 e 2020, Alex Teixeira balançou as redes 68 vezes em 142 partidas disputadas na China, inclusive, marcando o último gol da história do clube no Campeonato Chinês, uma vez que o clube havia sido extinto meses depois.

### Beşiktaş
No dia 9 de agosto de 2021, foi anunciado e oficializado como novo reforço do Beşiktaş, assinando um contrato válido por duas temporadas. Em 2 de julho de 2022, o clube turco rescindiu o contrato do jogador.

### Retorno ao Vasco da Gama
No dia 13 de julho de 2022, foi anunciado oficialmente como reforço do Vasco da Gama para a temporada, com o objetivo de retornar o clube à Série A.
Na partida entre Vasco e Operário, no dia 4 de outubro, a equipe cruzmaltina estava perdendo e o drama de perder o acesso aumentava cada vez mais. No entanto, Alex Teixeira saiu do banco de reservas para garantir o triunfo de sua equipe, marcando dois gols nos minutos finais e fazendo o time vencer fora de casa, o que não acontecia há oito jogos.
Ao final da temporada, o Vasco da Gama conseguiu o acesso na última rodada, com Alex Teixeira sendo fundamental na reta final da Série B.
Em 2023, o atleta teve boa parte da temporada na reserva, entrando no decorrer dos jogos, porém o atleta fez parte do elenco que conseguiu alcançar o objetivo de manter o clube na Série A do Brasileirão.
Por ter sido pouco aproveitado na temporada, o treinador Ramón Díaz e sua comissão técnica entenderam que Alex Teixeira teria pouco espaço a partir de 2024, e assim comunicaram ao jogador. O Vasco tratou sua saída com muito carinho e fez uma despedida especial, publicando um vídeo em suas redes sociais, homenageando com a legenda "Obrigado, Cria", em gratidão ao esforço que o atleta fez para retornar ao clube em um momento difícil, já que foi importante na reta final da Série B em 2022. Alex Teixeira também era muito querido internamente e abraçou algumas causas de funcionários do clube. O jogador também era um dos melhores amigos do francês Dimitri Payet.
Nesta segunda passagem, Alex Teixeira disputou 50 jogos oficiais, marcou seis gols e deu sete assistências.

#### Breve saída e novo retorno ao clube
O jogador teve seu segundo retorno oficializado pelo Vasco no dia 15 de julho de 2024, assinando contrato até o fim de 2025. Alex fez sua reestreia no dia 22 de julho, entrando no final do segundo tempo de uma derrota por 2–0 contra o Atlético Mineiro, fora de casa, válida pelo Campeonato Brasileiro. Foi importante no jogo contra o Atlético Goianiense, válido pela 36ª rodada do Campeonato Brasileiro, marcando um gol nos acréscimos do segundo tempo empatando a partida.

## Seleção Brasileira
Em 2005, o jogador foi convocado para a seleção sub-15 para a disputa do Sul-Americano sub-15.. Foi titular durante toda a campanha que sagrou o Brasil campeão do torneio, se destacando e marcando cinco gols em seis partidas disputadas, sendo dois em sua estreia e um na final, contra a arqui-rival Argentina Na volta ao país, Alex se declarou feliz com o título, que classificou como maravilhoso. Ainda no mesmo ano o jogador seria também convocado pela sub-15 para a disputa do torneio Torneio Internacional de Tampa.
Em 2006, o vascaíno foi pela primeira vez convocado para a seleção sub-17, que iria disputar a 6ª Copa Internacional do Mediterrâneo, competição que a equipe viria a conquistar. Alex marcou um gol no torneio, na partida contra o Real Oviedo. No mesmo ano o jogador foi chamado para integrar a equipe no Torneio Internacional de Beaverton. Neste, com atuação destacada, Alex marcou três gols em dois jogos, ajudando a equipe a sagrar-se campeã; o meio-campista ainda ganhou o troféu de melhor jogador da competição. Considerado um dos destaques da seleção sub-17 em 2006, Alex afirmou "estar cada vez mais à vontade" vestindo a camisa brasileira, e que as experiências internacionais lhe ajudavam a render seu melhor futebol em campo.
Já no início de 2007 o jogador foi novamente convocado à sub-17, desta vez para a disputa do Campeonato Sul-Americano Sub-17. Nesta, Alex ajudou a equipe a conquistar seu oitavo título na competição, participando como titular nos nove jogos, marcando dois gols. Em maio do mesmo ano o meia foi convocado para o elenco sub-17 que iria disputar os Jogos Pan-Americanos de 2007. A preparação para a competição se deu na Coreia do Sul, onde a seleção disputou e venceu o Torneio Internacional Oito Nações.
Antes do início do Pan, Alex se disse confiante na conquista, afirmando que a equipe iria "em busca do ouro". Na estreia da competição o Brasil derrotou Honduras por 3 a 0. Para o vascaíno, a estreia foi uma partida difícil, e que o time pode fazer bem melhor. Já no segundo jogo, Alex teve uma atuação fundamental para a vitória por 2 a 0 em cima da Costa Rica, marcando o segundo gol e criando várias jogadas de perigo. No final, o apoiador se disse "emocionado com o gol". A partida seguinte foi contra o Equador, que disputava com uma equipe sub-20. Nesta, Alex marcou outro gol, mas a seleção acabou derrotada por 4 a 2, e foi eliminada do Pan.
Quatro dias após a eliminação, Alex foi de novo convocado para integrar a sub-17, dessa vez na disputa do Mundial Sub-17. O vascaíno foi o grande destaque na primeira partida da competição, marcando um gol e dando passe para mais três na goleada de 7 a 0 sobre a Nova Zelândia. No segundo jogo, contra a Coreia do Norte, mais uma boa atuação do meia, que marcou um gol e deu assistência para outro, após jogada individual. Pela performance nesses dois jogos, Alex foi considerado um dos destaques da seleção pela imprensa. Na terceira partida, que definiria o primeiro colocado do Grupo B, o jogador teve uma atuação apagada, e a equipe acabou perdendo para a Inglaterra por 2 a 1. Apesar da derrota, o apoiador declarou estar confiante e que o revés só serviria para fortalecer ainda mais o elenco. Classificada em segundo pelo grupo, a equipe pegou a seleção de Gana pelas oitavas de final do torneio, e acabou perdendo por 1 a 0 e sendo eliminada. Alex criou na partida duas boas oportunidades para o Brasil, uma em jogada individual, mas não conseguiu concluir em gol.
Em 2008, o vascaíno não foi convocado. Já em 2009 foi chamado pela primeira vez à seleção sub-20, para integrar o grupo que disputaria o Mundial Sub-20. Neste Mundial, Alex Teixeira foi o principal jogador da Seleção Brasileira, sendo o vice-artilheiro do Brasil com 3 gols e bola de prata (segundo melhor jogador).
Em 2016 chegou a ser pré-convocado para a Copa América Centenário, mas não figurou na lista final.

## Estatísticas
Atualizadas até 09 de dezembro de 2024.

### Clubes
| Equipe            | Temporada         | Campeonato nacional | Campeonato nacional | Copa nacional | Copa nacional | Competições continentais | Competições continentais | Outros torneios | Outros torneios | Total | Total |
| Equipe            | Temporada         | Jogos               | Gols                | Jogos         | Gols          | Jogos                    | Gols                     | Jogos           | Gols            | Jogos | Gols  |
| ----------------- | ----------------- | ------------------- | ------------------- | ------------- | ------------- | ------------------------ | ------------------------ | --------------- | --------------- | ----- | ----- |
| Vasco da Gama     | 2008              | 29                  | 5                   | 7             | 1             | 2                        | 0                        | 17              | 2               | 55    | 8     |
| Vasco da Gama     | 2009              | 25                  | 5                   | 3             | 0             | –                        | –                        | 12              | 3               | 40    | 8     |
| Vasco da Gama     | 2022              | 15                  | 2                   | –             | –             | –                        | –                        | –               | –               | 15    | 2     |
| Vasco da Gama     | 2023              | 22                  | 1                   | 2             | 0             | –                        | –                        | 11              | 1               | 35    | 4     |
| Vasco da Gama     | 2024              | 7                   | 1                   | 2             | 0             | –                        | –                        | –               | –               | 9     | 1     |
| Vasco da Gama     | Total             | 98                  | 14                  | 14            | 1             | 2                        | 0                        | 40              | 6               | 154   | 23    |
| Shakhtar Donetsk  | 2009-10           | 3                   | 0                   | –             | –             | –                        | –                        | –               | –               | 3     | 0     |
| Shakhtar Donetsk  | 2010-11           | 26                  | 5                   | 4             | 1             | 8                        | 0                        | 1               | 0               | 39    | 6     |
| Shakhtar Donetsk  | 2011-12           | 26                  | 7                   | 5             | 3             | 5                        | 0                        | 1               | 0               | 37    | 10    |
| Shakhtar Donetsk  | 2012-13           | 27                  | 10                  | 5             | 4             | 8                        | 2                        | 1               | 0               | 41    | 16    |
| Shakhtar Donetsk  | 2013-14           | 27                  | 6                   | 4             | 0             | 8                        | 3                        | 1               | 0               | 40    | 9     |
| Shakhtar Donetsk  | 2014-15           | 22                  | 17                  | 7             | 2             | 8                        | 3                        | –               | –               | 37    | 22    |
| Shakhtar Donetsk  | 2015-16           | 15                  | 22                  | –             | –             | 10                       | 4                        | 1               | 0               | 26    | 26    |
| Shakhtar Donetsk  | Total             | 146                 | 67                  | 25            | 10            | 47                       | 12                       | 5               | 0               | 223   | 89    |
| Jiangsu Suning    | 2016              | 28                  | 11                  | 2             | 1             | 6                        | 2                        | 1               | 0               | 37    | 14    |
| Jiangsu Suning    | 2017              | 19                  | 8                   | –             | –             | 7                        | 3                        | 1               | 0               | 27    | 11    |
| Jiangsu Suning    | 2018              | 27                  | 13                  | 1             | 2             | –                        | –                        | –               | –               | 28    | 15    |
| Jiangsu Suning    | 2019              | 30                  | 18                  | –             | –             | –                        | –                        | –               | –               | 30    | 18    |
| Jiangsu Suning    | 2020              | 19                  | 10                  | 1             | 0             | –                        | –                        | –               | –               | 20    | 10    |
| Jiangsu Suning    | Total             | 123                 | 60                  | 4             | 3             | 13                       | 5                        | 2               | 0               | 142   | 68    |
| Beşiktaş          | 2021-22           | 24                  | 4                   | 4             | 0             | 3                        | 0                        | –               | –               | 31    | 4     |
| Beşiktaş          | Total             | 24                  | 4                   | 4             | 0             | 3                        | 0                        | 0               | 0               | 31    | 4     |
| Total na carreira | Total na carreira | 391                 | 145                 | 47            | 14            | 65                       | 17                       | 47              | 6               | 550   | 184   |

### Seleção Brasileira
| Ano   |       |      |       |
| Ano   | Jogos | Gols | Média |
| ----- | ----- | ---- | ----- |
| 2005  | 9     | 8    | 0,88  |
| Total | 9     | 8    | 0,88  |

| Ano   |       |      |       |
| Ano   | Jogos | Gols | Média |
| ----- | ----- | ---- | ----- |
| 2006  | 19    | 5    | 0,26  |
| 2007  | 20    | 6    | 0,30  |
| Total | 39    | 11   | 0,28  |

| Ano   |       |      |       |
| Ano   | Jogos | Gols | Média |
| ----- | ----- | ---- | ----- |
| 2009  | 7     | 3    | 0,42  |
| Total | 7     | 3    | 0,42  |

| Ano   |       |      |       |
| Ano   | Jogos | Gols | Média |
| ----- | ----- | ---- | ----- |
| 2005  | 9     | 8    | 0,88  |
| 2006  | 19    | 5    | 0,26  |
| 2007  | 20    | 6    | 0,30  |
| 2009  | 7     | 3    | 0,42  |
| Total | 55    | 22   | 0,40  |

Expanda a caixa de informações para conferir todos os jogos deste jogador, pela sua seleção nacional.
Sub-15
|    | Data                  | Local                   | Resultado | Adversário     | Gol(s) | Competição           |
| -- | --------------------- | ----------------------- | --------- | -------------- | ------ | -------------------- |
| 1. | 23 de outubro de 2005 |                         | 6–0       | Equador        | 2      | Sul-Americano Sub-15 |
| 2. | 25 de outubro de 2005 |                         | 2–1       | Paraguai       | 0      | Sul-Americano Sub-15 |
| 3. | 27 de outubro de 2005 |                         | 2–0       | Uruguai        | 0      | Sul-Americano Sub-15 |
| 4. | 31 de outubro de 2005 |                         | 3–1       | Colômbia       | 1      | Sul-Americano Sub-15 |
| 5. | 2 de novembro de 2005 | Santa Cruz de la Sierra | 3–2       | Bolívia        | 1      | Sul-Americano Sub-15 |
| 6. | 4 de novembro de 2005 | Santa Cruz de la Sierra | 6–2       | Argentina      | 1      | Sul-Americano Sub-15 |
| 7. | 1 de dezembro de 2005 |                         | 5–1       | Estados Unidos | 2      | Torneio de Tampa     |
| 8. | 2 de dezembro de 2005 |                         | 1–0       | Estados Unidos | 0      | Torneio de Tampa     |
| 9. | 3 de dezembro de 2005 |                         | 1–0       | Estados Unidos | 1      | Torneio de Tampa     |

Sub-17
|    | Data                 | Local     | Resultado | Adversário      | Gol(s) | Competição           |
| -- | -------------------- | --------- | --------- | --------------- | ------ | -------------------- |
| 1. | 18 de agosto de 2007 | Seogwipo  | 7–0       | Nova Zelândia   | 1      | Copa do Mundo Sub-17 |
| 2. | 21 de agosto de 2007 | Seogwipo  | 6–1       | Coreia do Norte | 1      | Copa do Mundo Sub-17 |
| 3. | 24 de agosto de 2007 | Goyang    | 1–2       | Inglaterra      | 0      | Copa do Mundo Sub-17 |
| 4. | 29 de agosto de 2007 | Gwangyang | 0–1       | Gana            | 0      | Copa do Mundo Sub-17 |

## Títulos
Vasco da Gama
- Copa Rio Sub-17: 2007[60]
- Campeonato Brasileiro - Série B: 2009

Shakhtar Donetsk
- Campeonato Ucraniano: 2009–10, 2010–11, 2011–12, 2012–13 e 2013–14[carece de fontes?]
- Supercopa da Ucrânia: 2010, 2012 e 2013[carece de fontes?]
- Copa da Ucrânia: 2010–11, 2011–12 e 2012–13[carece de fontes?]

Jiangsu Suning
- Campeonato Chinês: 2020[carece de fontes?]

Beşiktaş
- Supercopa da Turquia: 2021[61]

Seleção Brasileira
- Torneio de Tampa Sub-15 (Estados Unidos): 2005[carece de fontes?]
- Campeonato Sul-Americano Sub-15: 2005[carece de fontes?]
- Torneio de Beaverton Sub-17 (Estados Unidos): 2006[carece de fontes?]
- Torneio de Barcelona Sub-17 (Espanha): 2006[carece de fontes?]
- Campeonato Sul-Americano Sub-17: 2007[carece de fontes?]
- Torneio Internacional Oito Nações (Coreia do Sul): 2007[carece de fontes?]

### Artilharias
Seleção Brasileira
- Torneio de Tampa Sub-15 2005 (3 gols)[carece de fontes?]